# Studeničani
Studeničani (en macédonien : Студеничани  ; en albanais : Studeniçani) est une commune du nord-ouest de la Macédoine du Nord. Elle comptait 21 970 habitants en 2021 et s'étend sur 276,16 km2. La commune se caractérise par une population majoritairement albanaise et par une minorité turque significative. Sa principale attraction est le monastère de Marko, fondé en 1346.
Elle s'étend au nord jusqu'aux environs de Skopje et dans la vallée du Vardar tandis que sa plus grande partie se trouve sur les contreforts du massif de la Jakupica. Elle possède ainsi un relief de collines assez prononcé et elle est traversée par quelques petits cours d'eau, comme la Kadina. Son territoire est limitrophe de ceux des communes de Skopje, Sopište, Čaška, Zelenikovo et Petrovec.
La commune compte de nombreux villages : Studeničani, où se trouve le siège administratif, Aldintsi, Batintsi, Vrtekitsa, Gorno Kolitchani, Dolno Kolitchani, Dratchevitsa, Elovo, Kaldirets, Maltchichté, Markova Souchitsa, Morani, Osintchani, Pagaroucha, Ramni Gaber, Oumovo, Tsvetovo, Tsrvena Voda et Tsrni Vrv.

## Administration
La commune est administrée par un conseil municipal élu au suffrage universel tous les quatre ans. Il adopte les plans d'urbanisme, accorde les permis de construire, planifie le développement économique local, protège l'environnement, prend des initiatives culturelles et supervise l'enseignement primaire. Il compte 15 conseillers municipaux.
Le pouvoir exécutif est détenu par le maire, lui aussi élu au suffrage universel. Depuis 2013, le maire de Studeničani est Azem Sadiku, membre du Parti démocratique des Albanais.

## Démographie
Lors du recensement de 2002, la commune comptait :
- Albanais : 11 793 (68,38 %)
- Turcs : 3 285 (19,05 %)
- Bosniaques : 1 662 (9,64 %)
- Macédoniens : 309 (1,79 %)
- Roms : 73 (0,42 %)
- Serbes : 14 (0,08 %)
- Autres : 110 (0,64 %)

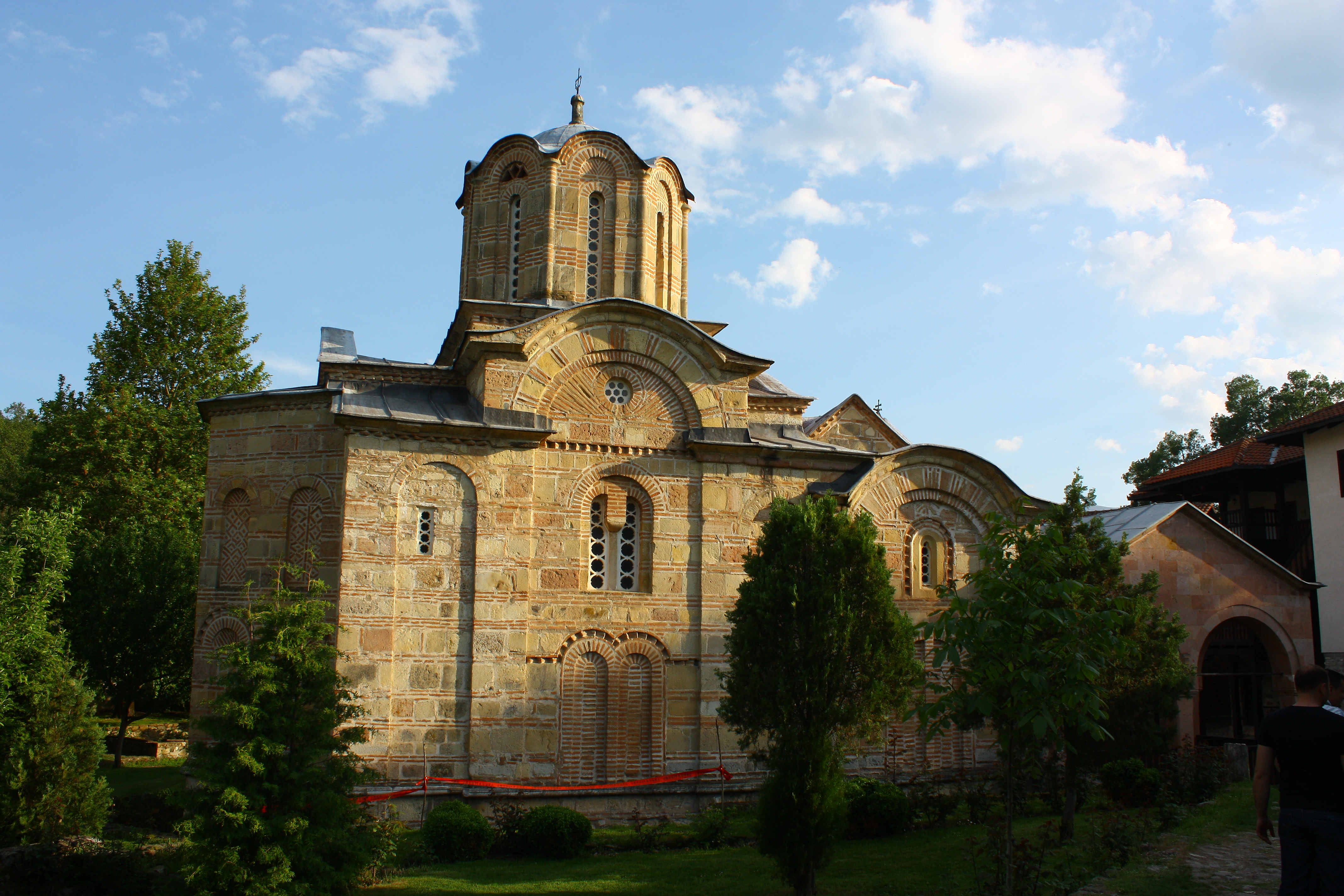
Le monastère de Marko.
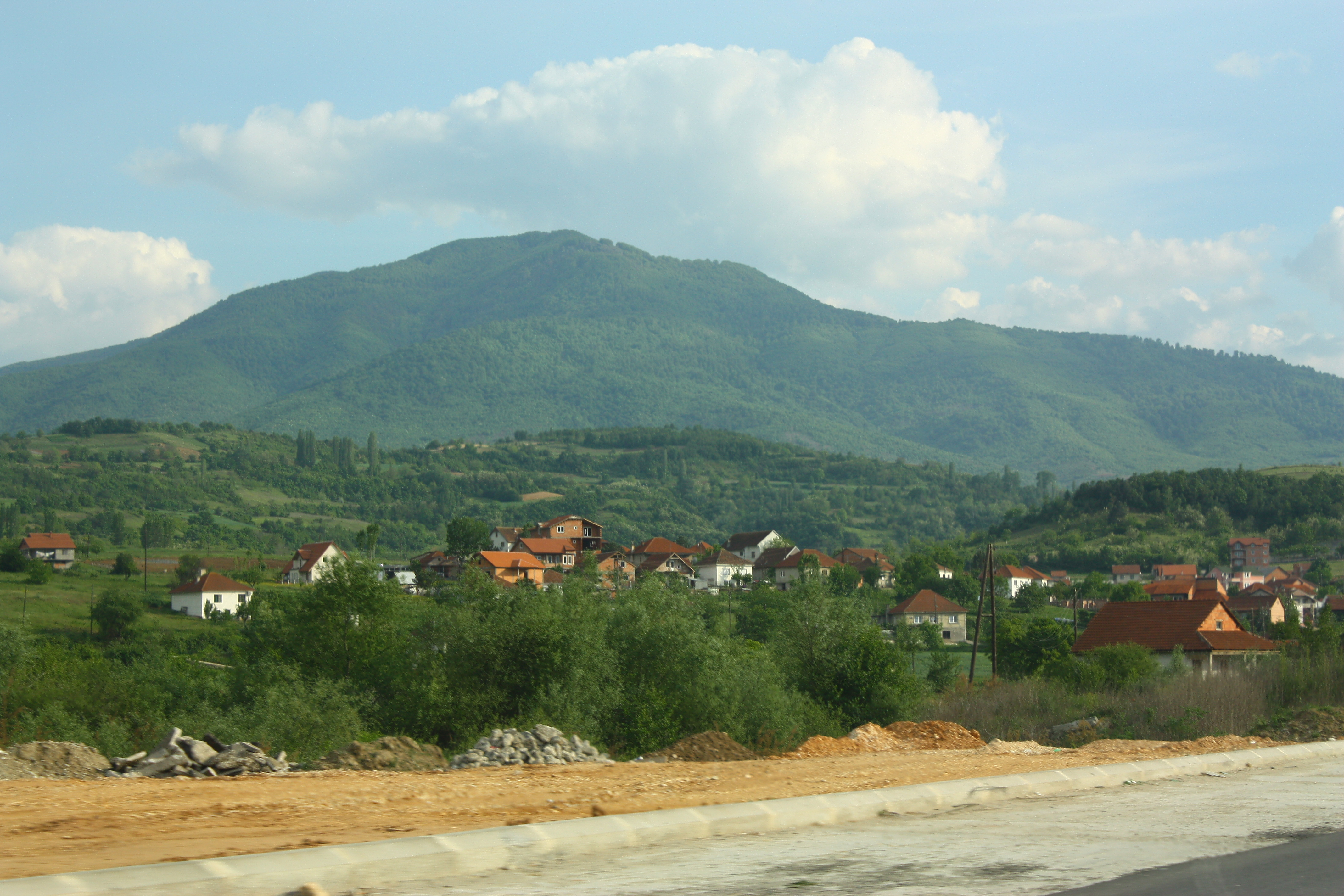
Le village de Batintsi.
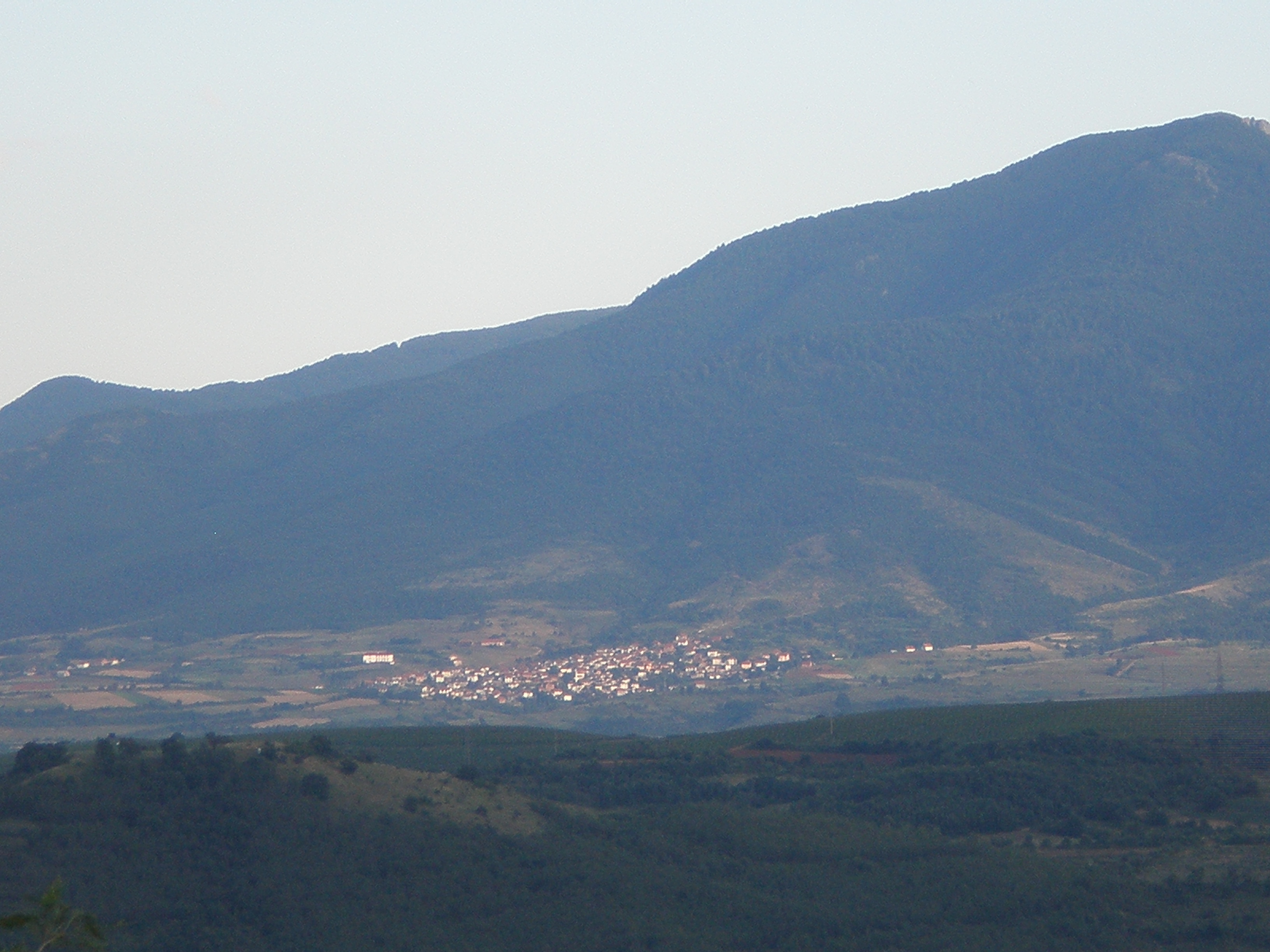
Le village de Dolno Kolitchani.